# Ngasinan (Grabag)
Ngasinan is een bestuurslaag in het regentschap Magelang van de provincie Midden-Java, Indonesië. Ngasinan telt 3492 inwoners (volkstelling 2010).